# Jeannette Pilou
Jeannette Pilou (en grec moderne : Ιωάννα «Ζαννέτ» Πηλού / Ioánna «Zannét» Piloú, née le 11 juillet 1937 à Alexandrie, morte le 27 avril 2020 à Athènes) est une chanteuse d'opéra italienne d'origine grecque (soprano).

## Biographie
Jeannette Pilou a commencé sa formation de chant en Égypte et l'a poursuivie avec Carla Castellani en Italie. En 1959, elle fait ses débuts au théâtre  Smeraldo à Milan en tant que Violetta dans La traviata et fait sa première apparition à la Scala de Milan en 1960. Sa carrière internationale s'est développée rapidement. Son répertoire comprenait un large éventail de rôles lyriques et dramatiques de soprano des opéras italiens et français.
En 1965, elle interprète le rôle principal dans La Bohème à l'Opéra d'État de Vienne, où elle incarne seize rôles en 1979 et donne jusqu'à 185 représentations.
À partir du rôle de Juliette (Roméo et Juliette) le 7 octobre 1967, elle a chanté soixante-dix-neuf fois au Metropolitan Opera, notamment Susanna (Les Noces de Figaro), Mélisande (Pelléas et Mélisande), Micaëla (Carmen), Marguerite (Faust) ou Mimì (La Bohème) jusqu'à sa dernière représentation dans le rôle de Nedda (Paillasse) le 27 mai 1986.
Par ailleurs, elle est apparue au Festival d'Aix-en-Provence, au Festival international de mai à Wiesbaden, au Festival de Vérone, au Festival d'opéra de Wexford ou en 1968 au Festival de Salzbourg (Zerlina dans Don Giovanni).
En 1973, elle a chanté le rôle principal d'Inez de Castro dans la première de l'opéra La Reine morte de Renzo Rossellini à Monte Carlo.
De 1969 à 1985, elle participe régulièrement à des productions de l'Opéra national de Grèce et du Festival d'Athènes et interprète les airs célèbres de Liù (Turandot), Susanna (Les Noces de Figaro), Cio-Cio-San (Madame Butterfly), Donna Elvira (Don Giovanni), Desdemona (Otello) et Marguerite (Faust). En 1998, elle était Mélisande lors de la première grecque de l'opéra Pelléas et Mélisande de Debussy dans la salle de concert d'Athènes.
Au cours de sa carrière, elle a été invitée dans les plus grandes salles d'Europe et d'Amérique, comme au Royal Opera House, au Stadsschouwburg à Amsterdam, à l'Opéra d'État de Hambourg, à l'Opéra de Cologne, à l'Opéra de Hanovre, au théâtre royal de La Monnaie, à l'Opéra Garnier à Paris, à l'Opéra d'État hongrois, au Théâtre Carlo-Felice de Gênes, le Grand théâtre du Liceu de Barcelone, au Teatro Nacional de São Carlos de Lisbonne, l'Opéra lyrique de Chicago, l'Opéra de La Nouvelle-Orléans, au Grand Opera de Houston, l'Opéra de Philadelphie, le San Francisco Opera et le Théâtre Colón de Buenos Aires.
Son répertoire s'étend de Eurydice (Orphée et Eurydice) de Gluck et Susanna et Zerlina de Mozart aux trois rôles féminins dans Der Prozess de Gottfried von Einem, mais son style lyrique et sa personnalité conviennent particulièrement à l'opéra français, et Marguerite, Julia, Micaëla, Manon et Mélisande sont parmi ses performances les plus réussies. Elle était également une bonne Violetta, et ses rôles dans Puccini comprenaient Mimì, Madame Butterfly, Manon Lescaut, Liù et Magda (La rondine).

## Prix et distinctions
- Puccini-Preis[7]
- Chevalier de l'Ordre des Arts et des Lettres[8]

## Sources
- (de) Cet article est partiellement ou en totalité issu de l’article de Wikipédia en allemand intitulé « Jeannette Pilou » (voir la liste des auteurs).